# Mer de Sutlepa
La mer de Sutlepa (en Estonien Sutlepa meri, en Suédois Sutlepsjön) est un lac situé dans la commune de Lääne-Nigula, dans le Comté de Lääne en Estonie.

## Présentation
Il s'agit d'un lac résiduel faisant suite à la jonction du groupe d'îles et d'îlots de Noarootsi avec le continent au XIXe siècle.
Le lac a une superficie de 203 ha et mesure 2,7 kilomètres de long et 2,0 kilomètres de large. Il a trois îles dont superficie totale est de 3,1 ha. 
Quelques fossés s'écoulent dans le lac, les plus notables étant le fossé de Võimer, le fossé Kulani et le fossé de l'église Nooarootsi. 
Le bassin versant du lac a une superficie de 18,8 km2,.
Le lac a une profondeur moyenne de 1,2 mètre et une profondeur maximale de 1,5 mètre.
Le volume calculé du lac peut être estimé à 0,002 4 km3, soient 2,4 millions m3.
La longueur du rivage du lac est de 11,8 kilomètres.
Les rives du lac sont entourées de roselières denses qui colonisent le miroir d'eau.
Des milliers d'oiseaux aquatiques et d'oiseaux de rivage s'arrêtent près du lac pendant la migration au printemps.